# Glanslibellen (geslacht)
De glanslibellen (Somatochlora) vormen een geslacht van echte libellen (Anisoptera) uit de familie van de glanslibellen (Corduliidae).

## Soorten
- Somatochlora albicincta (Burmeister, 1839)
- Somatochlora alpestris (Selys, 1840) – Taigaglanslibel
- Somatochlora arctica (Zetterstedt, 1840) – Hoogveenglanslibel
- Somatochlora brevicincta Robert, 1954
- Somatochlora calverti Williamson & Gloyd, 1933
- Somatochlora cingulata (Selys, 1871)
- Somatochlora clavata Oguma, 1913
- Somatochlora daviesi Lieftinck, 1977
- Somatochlora dido Needham, 1930
- Somatochlora elongata (Scudder, 1866)
- Somatochlora ensigera Martin, 1907
- Somatochlora exuberata Bartenev, 1910
- Somatochlora filosa (Hagen, 1861)
- Somatochlora flavomaculata (Vander Linden, 1825) – Gevlekte glanslibel
- Somatochlora forcipata (Scudder, 1866)
- Somatochlora franklini (Selys, 1878)
- Somatochlora georgiana Walker, 1925
- Somatochlora graeseri Selys, 1887 – Siberische glanslibel
- Somatochlora hineana Williamson, 1931
- Somatochlora hudsonica (Hagen in Selys, 1871)
- Somatochlora incurvata Walker, 1918
- Somatochlora kennedyi Walker, 1918
- Somatochlora linearis (Hagen, 1861)
- Somatochlora lingyinensis Zhou & Wa, 1979
- Somatochlora margarita Donnelly, 1962
- Somatochlora meridionalis Nielsen, 1935 – Zuidelijke glanslibel
- Somatochlora metallica (Vander Linden, 1825) – Metaalglanslibel
- Somatochlora minor Calvert, 1898
- Somatochlora ozarkensis Bird, 1933
- Somatochlora provocans Calvert, 1903
- Somatochlora sahlbergi Trybom, 1889 – Toendraglanslibel
- Somatochlora semicircularis (Selys, 1871)
- Somatochlora septentrionalis (Hagen, 1861)
- Somatochlora shanxiensis Zhu & Zhang, 1999
- Somatochlora shennong Zhang, Vogt & Cai, 2014
- Somatochlora taiwana Inoue & Yokota, 2001
- Somatochlora tenebrosa (Say, 1840)
- Somatochlora uchidai Förster, 1909
- Somatochlora viridiaenea (Uhler, 1858)
- Somatochlora walshii (Scudder, 1866)
- Somatochlora whitehousei Walker, 1925
- Somatochlora williamsoni Walker, 1907

- Somatochlora borisi Marinov, 2001 = Corduliochlora borisi – Bulgaarse glanslibel